# Кеджъёль
Кеджъёль (устар. Кыдзаёль) — река в России, протекает по Республике Коми. Устье реки находится в 4 км по правому берегу реки Кыдзаёль. Длина реки составляет 16 км.

## Данные водного реестра
По данным государственного водного реестра России относится к Двинско-Печорскому бассейновому округу, водохозяйственный участок реки — Печора от водомерного поста у посёлка Шердино до впадения реки Уса, речной подбассейн реки — бассейны притоков Печоры до впадения Усы. Речной бассейн реки — Печора.
Код объекта в государственном водном реестре — 03050100212103000061159.